# Sclerophrys togoensis
Sclerophrys togoensis – gatunek afrykańskiego płaza bezogonowego z rodziny ropuchowatych (Bufonidae).

## Systematyka
W przeszłości zaliczano go do licznego w gatunki rodzaju Bufo. W 2006 roku Frost i inni przenieśli go do rodzaju Amietophrynus. Ohler i Dubois w 2016 roku wykazali, że nazwa Amietophrynus jest młodszym synonimem nazwy Sclerophrys.
Uznawany dawniej za osobny gatunek Sclerophrys cristiglans został w 2019 roku zsynonimizowany z S. togoensis.

## Występowanie
Zwierzę to zamieszkuje wybrzeże i obszary przyległe Afryki Zachodniej na zachód od Zatoki Gwinejskiej: od wschodniego Sierra Leone przez południową Gwineę, Liberię i południowe Wybrzeże Kości Słoniowej aż do południowej Ghany, gdzie zasięg opuszcza wybrzeże, i zachodniego Togo.
Zamieszkuje niezmienione przez człowieka lasy tropikalne zarówno nizinne, jak i górskie, nie oddalając się zbytnio od wód płynących.

## Rozmnażanie
Rozwój larwalny odbywa się w strumieniach, a dokładniej w miejscach o wolnym nurcie. Składa swe jaja przytwierdzone na dnie, w mule.

## Status
Jest to gatunek zazwyczaj rzadki, choć lokalnie może być bardzo liczny. Jego liczebność obniża się.